# 新农镇 (哈尔滨市)
新农镇是中国黑龙江省哈尔滨市道里区下辖的一个镇，位于市区西南部。

## 历史沿革
1962年建立新农公社，1983年改设农乡，1989年建镇。

## 行政区划
新农镇下辖14个村委会：二场、新农、一场、和平、三场、八里卜、前进、团山子、万家、新立、团结、新江、新兴、良种。